# 七面鳥恩赦式

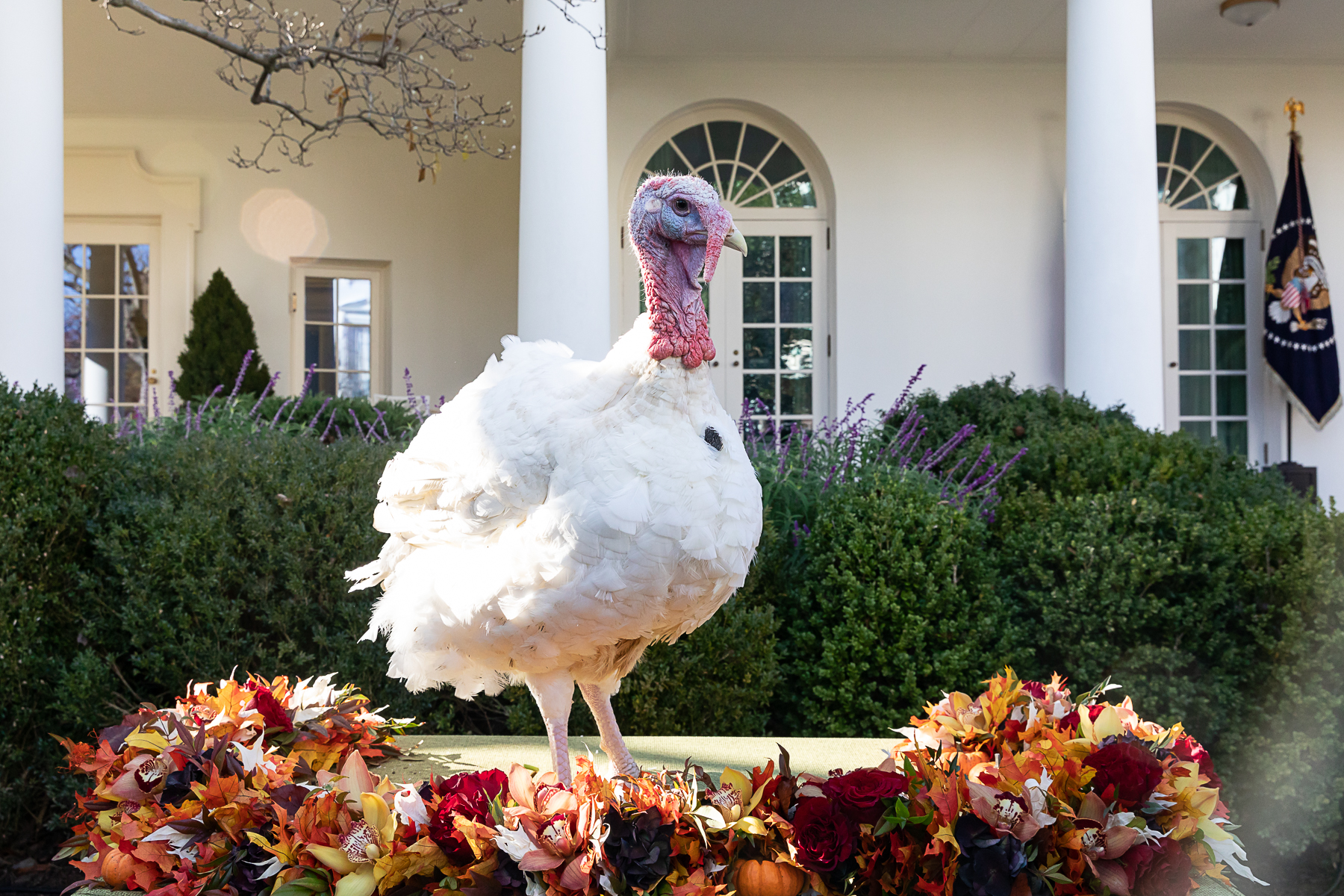
2018年にドナルド・トランプ大統領が恩赦を与えたターキーのピーズ

七面鳥恩赦式（しちめんちょうおんしゃしき、英: National Thanksgiving Turkey Presentation）は毎年サンクスギビングデーの直前にホワイトハウスで開催されるセレモニー。全米七面鳥連盟(NTF)は毎年アメリカ大統領に生きた七面鳥（ターキー）を贈呈しており、基本的には国産のブロードブレストホワイト種の雄（オス）が選ばれる。初期は鶏卵連盟からの贈呈式も同時に開催されていた。このセレモニーは1940年代から始まったもので、1970年代までは七面鳥を屠殺して調理していたが、後に七面鳥に恩赦を与えることが慣例となった。ジョージ・H・W・ブッシュ大統領の時代に、大統領が七面鳥に恩赦の儀式をすることが伝統となり、以降の大統領たちはこれを踏襲している。贈呈される七面鳥は伝統的にNTFの会長の出身州から選ばれることになっており、会長本人の農場から選ぶこともある。
ナショナル・サンクスギビング・ターキー・プレゼンテーションとも呼ばれる。

## 歴史

「もしチャーリーの答えが違っていたら、彼に恩赦を与えていたかもしれない。 」ロナルド・レーガン大統領 1987年

元々は一般市民が七面鳥を大統領に寄贈していた。ロードアイランド州の七面鳥農家であるホレス・ヴォースは、1873年から1913年に亡くなるまで、七面鳥の丸どりを毎年大統領に献上していた。ケンタッキー州の農家で、連邦下院議会の書記を務めていたサウス・トリンブルは、赤唐辛子を餌にした小ぶりな自分の七面鳥の方がヴォースのものよりおいしいと主張し、1913年に当時のウッドロウ・ウィルソン大統領へ七面鳥を献上した。ウィルソンがどちらの七面鳥を食べたのかについては記録がない。この年の12月にヴォースが死去したこともあり、大統領に七面鳥を献上しようとする農家が続出した。 競争は狂騒の20年代になると激化し、シカゴでウォレン・ハーディング大統領を支持していた女性たちのグループは、ハーディングに七面鳥を献上した(ハーディングがまだ大統領候補で、パナマ運河地帯に滞在していた1920年に、列車で七面鳥を届けた)。テキサス州クエロ市もウィルソン大統領とハーディング大統領に七面鳥を献上した。クエロの七面鳥は史上初めて生きたまま大統領に届けられた七面鳥として有名であり、ウィルソン大統領のスタッフが屠殺して調理した。カルビン・クーリッジ大統領は、あまりに大量の七面鳥が献上されることを快く思わず、1923年に大統領に就任した時にこの習慣を中止し、自分で七面鳥を購入した。 クーリッジ大統領は1925年に妥協し、様々な珍しい動物を食べるようになったが、1926年に生きたアライグマのレベッカが届いたときは食べることを拒否し、ホワイトハウスのペットにした。
1947年のハリー・S・トルーマン大統領の時代より、大統領へ毎年七面鳥を献上することが公式行事になった。 このセレモニーはロビー活動の一環で、トルーマン政権は海外へ食糧を支援するキャンペーンを実施し、1947年秋に「肉を食べない火曜日」と「鳥肉を食べない木曜日」を定めた。これは強く推奨されたものの強制ではなかったが、アメリカ市民はこの制限に反発し、直ちに無視を決め込み、全米鶏卵連盟は自分達への攻撃であると見なして憤慨。この年の感謝祭が木曜日だったことや、続くクリスマスと元日も木曜日だったことが反発に拍車をかけた。この紛争はサンクスギビングデーの直前である11月初旬に和解し、「鳥肉を食べない木曜日」は撤回されたが、「卵を食べない木曜日」は年末まで続くことになり、サンクスギビングのもう1つの定番であるパンプキンパイなどの料理が未だ禁止リストに載ったままだった。トルーマン図書館に保管されている記録によると、トルーマンは七面鳥を少し食べたことを公に認めている。
アイゼンハワー大統領図書館によると、ドワイト・アイゼンハワー大統領は2期にわたって献上された七面鳥を食べていたことが所蔵資料から確認された。ジョン・F・ケネディ大統領は、暗殺されるわずか3日前の1963年11月19日に七面鳥を食べることを辞退した。この七面鳥には「大統領がおいしくいただきます」と書かれた札が付いていた。ケネディは55ポンド(25kg)の大きく育った七面鳥を農場へ返し、「これをもっと大きく育てよう」と言った。 ワシントンポストやロサンゼルス・タイムズの複数の記事ではこれを恩赦と呼んでいたが、ケネディがこれを恩赦だと言ったことはなかった。 リチャード・ニクソン大統領も同様に献上された七面鳥の一部を手放した。カーター政権時代では、ファーストレディのロザリン・カーターが七面鳥をふれあい動物園へ送るよう手配し、公的なセレモニーは行わなかった。
ロナルド・レーガン大統領は記録上最初に七面鳥に「恩赦」を与えた大統領だった。 レーガンは少なくとも1982年より、献上された七面鳥を農場や動物園に送っており、1987年の七面鳥であるチャーリーも同様にふれあい動物園へ送られた。当時レーガンはイラン・コントラ事件の渦中にあり、まだ裁判前で事件への関与が証明されていなかったオリバー・ノースの恩赦を検討するかどうかという問題に直面していた。レーガンは一連の疑惑から世間の注目を逸らすためのジョークとして、七面鳥に恩赦を与えることを思いついた。レーガン大統領が1988年の演説で恩赦について言及することはなかったが、後任のジョージ・H・W・ブッシュ大統領は、就任初年の1989年から七面鳥に恩赦を与えることを演説で言及し、これが慣例行事になった。この式典で「大統領の恩赦」という言葉が使われたのは明らかにスピーチライターによるものである。ブッシュはこの用語の定義には特に関心を持っておらず、「執行猶予でも放免でも恩赦でも、大統領の祝日の食卓に並ばないのであれば、七面鳥にとって大した違いはない」と語った。
恩赦を受けた七面鳥たちは、長年に渡りバージニア州フェアファックス郡にあるフライパン・ファーム・パークへ送られた。2005年から2009年にかけては、恩赦を受けた七面鳥たちは、カリフォルニアのディズニーランド・リゾートか、フロリダのウォルト・ディズニー・ワールド・リゾートへ送られ、ディズニーのサンクスギビングデーのパレードで名誉グランドマーシャルを務めた。2010年、2011年、2012年はジョージ・ワシントンの邸宅であるマウントバーノンに七面鳥が送られて飼育されたが、ジョージ・ワシントンが七面鳥を飼育していたという歴史的事実はなく、邸宅の歴史を守るという方針に違反していたことが分かったため、展示と飼育が取りやめられた。2013年、2014年、2015年には、元バージニア州知事で七面鳥の大規模農場を所有するウェストモアランド・デイヴィスの邸宅のあるバージニア州リーズバーグのモーベン・パークに七面鳥が送られた。バージニア工科大学は2016年から2019年まで七面鳥を預かった。バージニア大学には養鶏学があり、全米七面鳥連盟には、七面鳥産業と同大学の伝統的な協力関係を守りたいとの思惑があった。当時の連盟会長の母校であるバージニア工科大学が選ばれたのは4年間で、以降は七面鳥の故郷に近い大学で飼育する方針に転換した。2020年の七面鳥はアイオワ州立大学、2021年の七面鳥はパデュー大学、2022年の七面鳥はノースカロライナ州立大学、2023年の七面鳥はミネソタ大学で飼育された。

## 選考過程
大統領に献上する七面鳥は、食用の七面鳥と同じように飼育され、体を大きくするためにトウモロコシや大豆などの穀物を大量に与えられる。 全米七面鳥連盟に所属している農場から、大きな音やフラッシュ撮影、大群衆に慣れた50～80羽が選ばれ、この中から見た目と素行がよい10～20羽に厳選し、最終候補の2羽が選ばれる。ホワイトハウスは七面鳥たちが育った州の小学校から集まった候補から名前を選ぶ。 2羽の最終候補はワシントンDCへ運ばれ、全米七面鳥連盟の費用負担でウィラード・インターコンチネンタル・ワシントン・ホテルに滞在し、ホワイトハウスでのセレモニーで恩赦を受ける。 七面鳥の雌鶏(メス)は通常は生後14週間で出荷され、加工時の体重は15.5ポンド(7kg)である。これに対し雄鶏(オス)は18週で38ポンド(17kg)になる。サンクスギビングデー献上用の七面鳥は、通常は生後21週の雄(オス)で、ホワイトハウスに届く頃には45ポンド(20kg)になっており、市場に出荷される七面鳥よりも長く育成される。
七面鳥のブロードブレスト・ホワイト種は大きくなるように飼育され、旅をせず、過食傾向にあるため、心臓病、呼吸不全、関節障害などの肥満病にかかりやすく、野生の七面鳥や原種の七面鳥よりも寿命が短い。何年もの間、恩赦を受けた七面鳥たちの寿命は非常に短く、おおむね1年以内に死亡することが多かったことが記録されている。一方で七面鳥の原種の寿命は野生化した七面鳥と同等で、少なくとも5年は長生きする。恩赦を受けた七面鳥の寿命は年々着実に改善されており、2年生き延びることは珍しくなく、3年生き延びることもある。これは恩赦後に引き取る里親を慎重に選ぶようになったためで、観光の目玉にするのではなく、専門家が保護するようになり、七面鳥たちができるだけ長く健康でいられるように努めている。

## 恩赦を受けた七面鳥の一覧

### レーガン政権
- 1984: 「ロバスト・アンド・ジューシー(R.J.)」(訳注:逞しくてジューシー) ノースカロライナ州シェルビーのジョン・ヘンドリックスが育てた53ポンドの七面鳥[32]。
- 1987: 「チャーリー」 恩赦後に初めてふれあい動物園に送られた七面鳥[4]。
- 1988: 「ウッディ」アイオワ州ストーリーシティで育った全米七面鳥連盟の七面鳥[33]。

### クリントン政権
- 1993: ミネソタ州ウィルマーにある七面鳥食肉製造業社のジェニーO社が献上した無名の七面鳥[34]。
- 1994:「トム」(訳注:雄鶏の意) バージニア州ハリソンバーグから献上された50ポンド (23 kg) の七面鳥[32]。
- 1996:「カール」 35ポンド (16 kg)の七面鳥[32]。
- 1997: ノースカロライナ州レイフォードから献上された60ポンド (27 kg)の無名の七面鳥[32]。
- 1998: 45ポンド (20 kg)の無名の七面鳥[32]。
- 1999:「七面鳥のハリー」[35]。
- 2000:「七面鳥のジェリー」 ウィスコンシン州バロンから献上された45ポンド (20 kg)の七面鳥。クリントン大統領就任中8番目となる恩赦を受けたこの七面鳥と、予備として準備されていた無名の七面鳥は、バージニア州ハーンドンにあるキドウェル・ファームのふれあい動物園に送られた[36]。

### ブッシュ政権(ブッシュ・ジュニア)
- 2001:「リバティと予備のフリーダム」9/11事件を偲んで名付けられた。それぞれ48ポンド(22kg)と52ポンド(24kg)だった[37]。
- 2002:「ケイティと予備のザック」ケイティは雌鶏(メス)として史上初めて恩赦を受けた、全米七面鳥連盟のロン・プレステージ会長が育てた30ポンド (14 kg)の七面鳥。プレステージ会長の子供たちの名前に因む[38]。
- 2003: 「スターズと予備のストライプス」[39]
- 2004: 「ビスケットと予備のグレイビー」(訳注:ビスケットはいわゆるスコーン。グレイビーはグレイビーソース。ビスケット、グレイビーソース共に七面鳥の付け合わせによく出される。)
- 2005: 「マシュマロとヤム」(訳注:ヤムは山芋のこと。山芋にマシュマロを乗せて焼くキャンディード・ヤム・アンド・マシュマロというサンクスギビングデーの伝統料理がある。)　ミネソタ州ヘニングから提供。2005年からはディズニーランドで飼育されることになり、サンクスギビングデーのパレードの名誉グランドマーシャルを務めたが、七面鳥が早死にしているとの指摘が動物愛護団体からあった。これより以前は15年に渡りバージニア州ハードンのフライパン・ファーム・パークに送られていた[40]。名称はホワイトハウスのウェブサイトでの投票により選ばれた。
- 2006:「フライヤー(Flyer)と予備のフライヤー(Fryer)」（訳注:Flyerは飛ぶ者(又はビラ)。Fryerは揚げ物) ミズーリ州で育った[41]。
- 2007: 「メイと予備のフラワー」(訳注:イギリスからの最初のアメリカ移民を乗せた船のメイフラワー号から) インディアナ州で育った45ポンド (20 kg) の七面鳥[42]。
- 2008: 「ピーカンとパンプキン」(訳注:ピーカン・パンプキン・パイはサンクスギビングデーの伝統料理) ピーカンが恩赦の対象だったが、セレモニーの前に体調を崩したため、45ポンド (20 kg)である予備のパンプキンが恩赦を受けた。どちらの七面鳥も生きることを許された[43][44]。

### オバマ政権
- 2009:「カレッジ(Courage)とカロライナ」カレッジは全米七面鳥連盟から献上された45ポンドの七面鳥で、予備のカロライナはノースカロライナ州で育てられた[45]。カレッジは2016年に6歳で死去し、これはこの種の特に食用七面鳥としては極めて長寿だった。カレッジの余生をみていたディズニーランドによると、一般に農場で与えられているような大豆やトウモロコシなどの高カロリー食ではなく、自然でバランスの取れた健康食を与えたことが、減量に繋がって手足や臓器への負担を減らし、長寿に繋がったと話した[6]。
- 2010:「アップルとサイダー」(訳注:アップルサイダーはサンクスギビングデーで定番の郷土酒)　アップルはカリフォルニア州モデストのフォスター・ファームズから献上された45ポンドの七面鳥。予備はサイダー[46]。2羽とも翌年の2011年のサンクスギビングデーを迎えることなく自然死した[30]。
- 2011:「リバティとピース」45ポンドの七面鳥であるリバティと、予備のピースは、いずれもミネソタ州ウィルマーで育った[47]。ピースは2012年のサンクスギビングデー直前まで生き延びたが安楽死させられた[48]。リバティは2013年4月26日に2歳で死去した[49]。
- 2012:「コブラーとグロバー」(訳注:コブラーはアメリカの伝統的な焼き菓子、グロバーは雄の七面鳥) いずれも40ポンド (18 kg)の七面鳥で、バージニア州ロッキンガムから献上された[50][51]。ゴブラーは2013年2月に急死した。コブラーは同年の8月22日に安楽死させられた[11][49]。
- 2013:「ポップコーンとキャラメル」ポップコーンは38ポンド (17 kg)の七面鳥で、ミネソタ州バッジャーからの献上。キャラメルはオンライン投票でポップコーンに負けており、いずれも恩赦を受けた[52]。ポップコーンは2014年夏に熱射病で死亡した。キャラメルはだいぶ長生きし、翌年恩赦を受けた七面鳥よりも長生きして、2015年10月に亡くなった。フランクリンという原種の七面鳥と共にモーベン・パークで2年を過ごした[53][54]。
- 2014:「チーズとマック」チーズと予備のマックはいずれも48ポンド (22 kg)の七面鳥で、オハイオ州フォート・リカバリーから献上された[55][56]。マックは2015年7月に恐らく熱中症で死亡。チーズはフランクリンとつがいになり[57]、少なくとも2015年11月には生きていた。モーベンパークのウェブサイトで、2015年の七面鳥を収容していたと書かれていたことから、2017年11月よりも前に死亡したものとみられている。
- 2015:「エイブとオーネスト」(訳注:オーネスト・エイブはエイブラハム・リンカーンの俗称) エイブは43ポンド (20 kg)の七面鳥で、再びフォスター・ファームズからの献上。 予備のオーネストは42ポンド (19 kg)[58][59]。モーベン・パークによると、2羽とも2016年11月の時点で生きており[60]、2017年11月にモーベン・パークのホームページに掲載されていた[57]。2018年になり、2015年に恩赦を受けた七面鳥が2017年12月に永遠の旅立ちをしたとホームページに記載され、2019年1月にはターキー・ヒル・ファームから全ての記載が削除された[61][62]。
- 2016:「テイターとトッツ」(訳注:テイタートッツはオレアイダの冷凍食品) テイターは40ポンド、トッツは39.5ポンド(いずれも18kgくらい)の七面鳥で、アイオワ州ストームレイクからの献上[63][64]。いずれも2017年11月の時点で生存しており、健康であるが老化しているとの報告があった[65]。2羽は2018年11月より前の時点で死亡した模様[66]。後にテイターは脚の病気により2歳半で安楽死させられたことが明らかにされた[29]。

### トランプ政権
- 2017:「ドラムスティックとウィッシュボーン」(訳注:ドラムスティックはもも肉、ウィッシュボーンは鶏のY字の鎖骨) ドラムスティックは36ポンド (16 kg)の七面鳥で[67]、47ポンド (21 kg)の七面鳥であるウィッシュボーンを押さえて選ばれた[68]。いずれもミネソタ州アレクサンドリアから献上された[65]。この2羽のその後については報道機関により異なっている。FOXニュースでは2羽ともまだ生きており、贅沢な老後を楽しんでいると2018年11月に報じた[69]。一方ガーディアンは2羽とも死んだと報道した[70]。CNNはいずれも2019年11月には死んでいることを確認したと報じた[66]。ペンシルベニア州オレフィールドからも2羽の屠殺前の七面鳥が別途提供され、恵まれない子供たちに食料を配給する慈善団体のマーサのテーブルに寄付された[71]。
- 2018:「ピーズとキャロット」(訳注:ピーズはグリーンピース、キャロットはニンジンで、いわちゆるミックスベジタブル) 39ポンド (18 kg)の七面鳥であるピーズは30インチの高さがあり、41ポンド (19 kg)で高さ32インチのキャロットを押さえて選ばれた。いずれもサウスダコタ州ヒューストンからの献上。いずれも2018年6月28日生まれ[69][72]。ピーズもキャロットも2021年後半時点で生存が確認されていた[73]。
- 2019:「バターとブレッド」47ポンド (21 kg)で高さ31インチのバターは、45ポンド (20 kg) で高さ32インチのブレッドを押さえて選ばれた。いずれもノースカロライナ州クリントンにある、食品メーカーのバターボールと提携しているウィリー・ジャクソンの農場から献上された[74]。今回もまたペンシルベニア州オレフィールドから2羽の屠殺前の七面鳥が別途提供された[75]。ブレッド・バターともに2021年の時点で生存していた[73]。
- 2020:「コーンとコブ」(訳注:コーンコブはトウモロコシの芯のこと) コーンはコブを押さえて選ばれた。アイオワ州ウエストリバティにあるウエストリバティフーズ社のロン&スージー・カーデル夫妻から献上された[23]。いずれも2021年11月の時点で生存していた[76]。

### バイデン政権
- 2021:「ピーナッツバターとゼリー」(訳注:ピーナッツバターサンドイッチとゼリー(≒ジャム)サンドイッチはお弁当の定番) いずれも40ポンド (18 kg)の七面鳥で、インディアナ州ジャスパーのアンドレア・ウェルプが育てた[77]。2022年11月の時点で2羽とも生きており、パデュー大学は2羽のスムーズな引退に配慮していると話した[78][79]。
- 2022:「チョコレートとチップ」チョコレートは46ポンド (21 kg)の七面鳥で[80]、47ポンド (21 kg)の七面鳥であるチップと共に選ばれた[81]。いずれもNFTの会長であるロニー・パーカーが運営する、ノースカロライナ州モンローのサークルS牧場で育った[82]。いずれも2023年11月の時点で生存している[83]。
- 2023:「リバティとベル」リバティは42.5ポンド (19.3 kg)の七面鳥、ベルは42.1ポンド (19.1 kg)の七面鳥で、食品会社Jennie-Oが運営するミネソタ州ウィルマーの農場から献上された[34][26]。

## 州のセレモニー
ミネソタ州を含む米国の各州でも同様に七面鳥を恩赦するイベントが開催されている。サンクスギビングデーではない祝日に恩赦のセレモニーを開催しているところもある。例えばニューヨークのエリー郡ではイースター前の受難週に、子羊をかたどったバターのバターラムに恩赦を与えた。

## 批判
七面鳥恩赦式での恩赦はカーニズム(肉食)の象徴と言われている。動物の権利保護を主張する学者はこれを肉食主義者の矛盾の象徴だとしており、このような屠殺から救われる話がメディアでクローズアップされても、焦点をあてられるのは屠殺を免れた1頭のみで、何百万頭もの動物を屠殺していることを無視していると批判した。カーニズムにはこのような矛盾を孕むという特徴があるとメラニー・ジョイは指摘している。カーニズムを題材とした物語に登場する動物としては、『シャーロットのおくりもの』（1952年）のウィルバー、『ベイブ』（1995年）の主役、サイ・モンゴメリーの『The Good, Good Pig』（2006年）のクリストファー・ホグウッド、タムワースの2頭、牛のエミリー、シンシナティ・フリーダムなどがある。2012年の調査によれば、七面鳥の恩赦に関するメディア報道の大半は、養鶏業界を称賛するもので、生き物と食肉の関連については無視されていた。

## 大衆文化
ザ・ホワイトハウスの「自由を求めて」の回で、C.J.は予備の七面鳥が屠殺されると知り、七面鳥を救ってほしいとバートレット大統領に懇願する。七面鳥には何の罪もないが、「鳥には司法権が及ばない」ため恩赦はできないと大統領は答えた。そこで彼はこの七面鳥を徴兵して命を救った。なお現実のセレモニーでは予備の七面鳥にも恩赦が与えられる。
アニメーション映画のフリーバードは恩赦を受けた七面鳥が主人公で、サンクスギビングデーの直前にタイムスリップして、メニューから七面鳥をなくすよう依頼される。
デヴィッド・マメットの舞台『ノベンバー』では、再選に失敗した現職の大統領が、毎年恒例の七面鳥恩赦のセレモニーで、農家を恐喝して足りない選挙資金を補う。
リック・アンド・モーティの「血まみれの感謝祭」の回では、リックが大統領からの恩赦を受けるために七面鳥に扮する。
赤と白とロイヤルブルーの第4章で、大統領の長男であるアレックス・クレアモント＝ディアスが、恩赦のために届けられる2羽の七面鳥をホワイトハウスの自分の部屋に1晩泊めるよう頼む。そして架空の英国王子であり恋愛対象であるヘンリー・フォックス＝マウントクリスティン＝ウィンザーに電話をかけて七面鳥について語り合う。

## ギャラリー

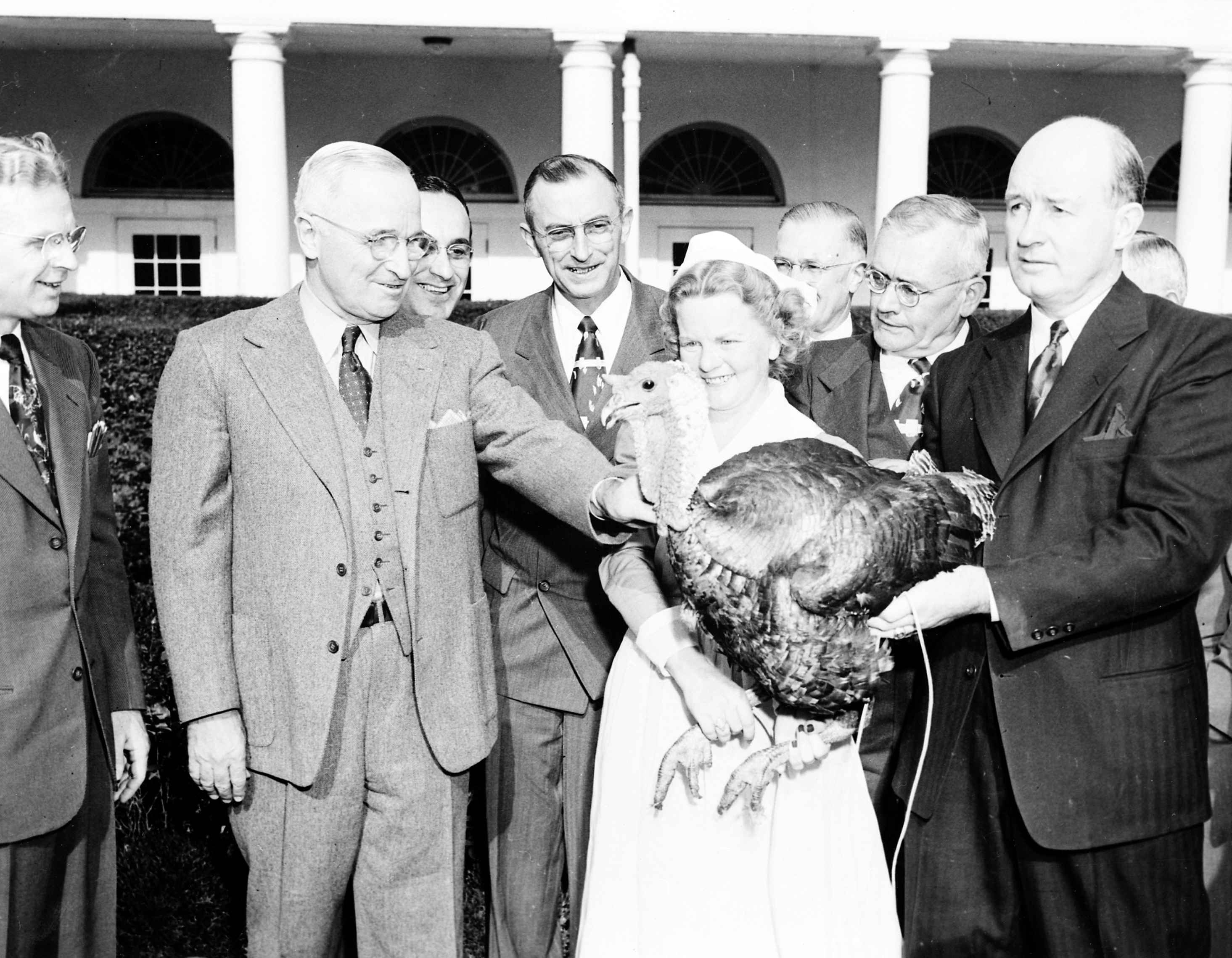
President ハリー・トルーマン大統領が七面鳥業界から受け取った七面鳥(これはブロンズ) 1949年
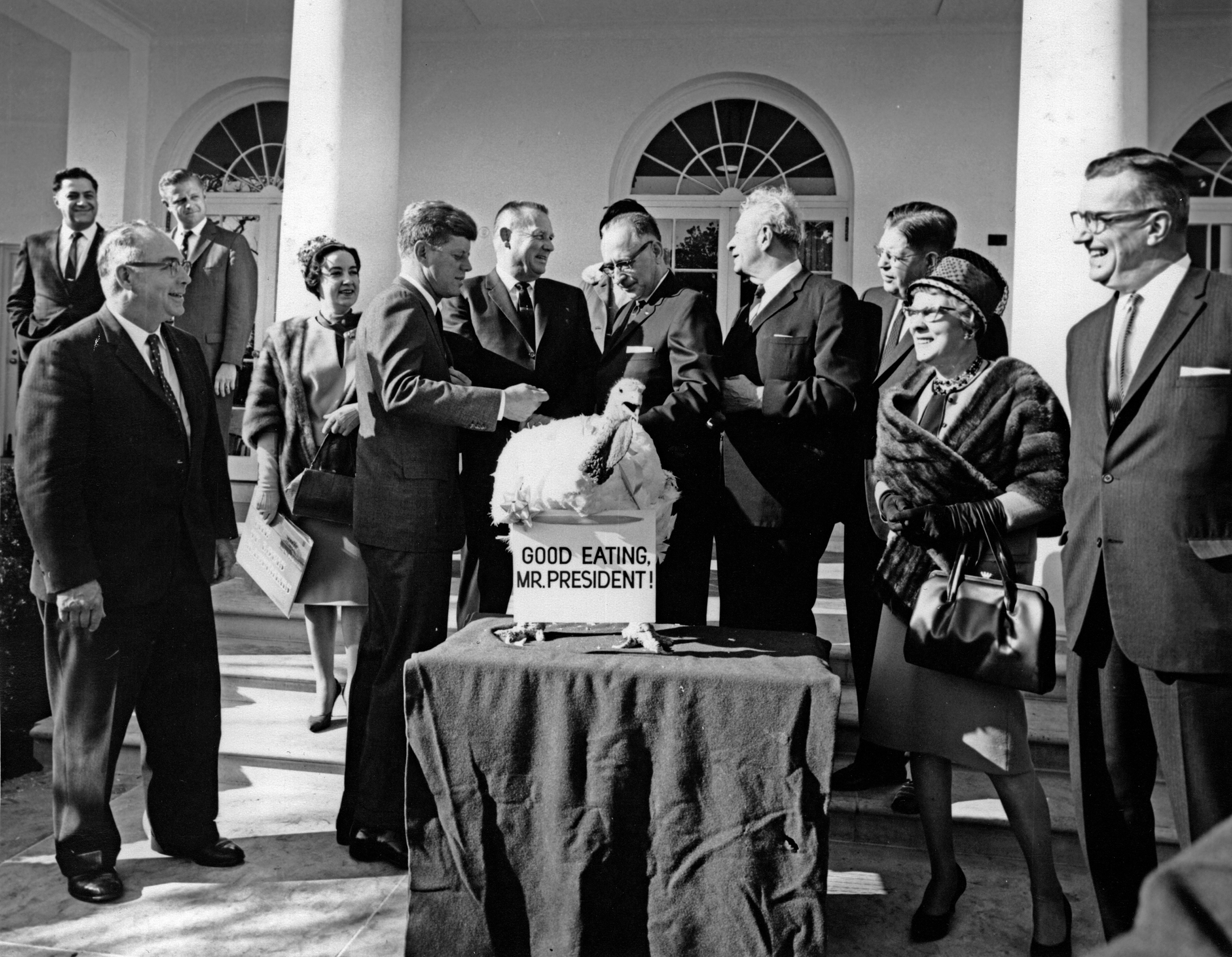
1963年に暗殺されるわずか3日前に七面鳥に恩赦を与えるジョン・F・ケネディ大統領。
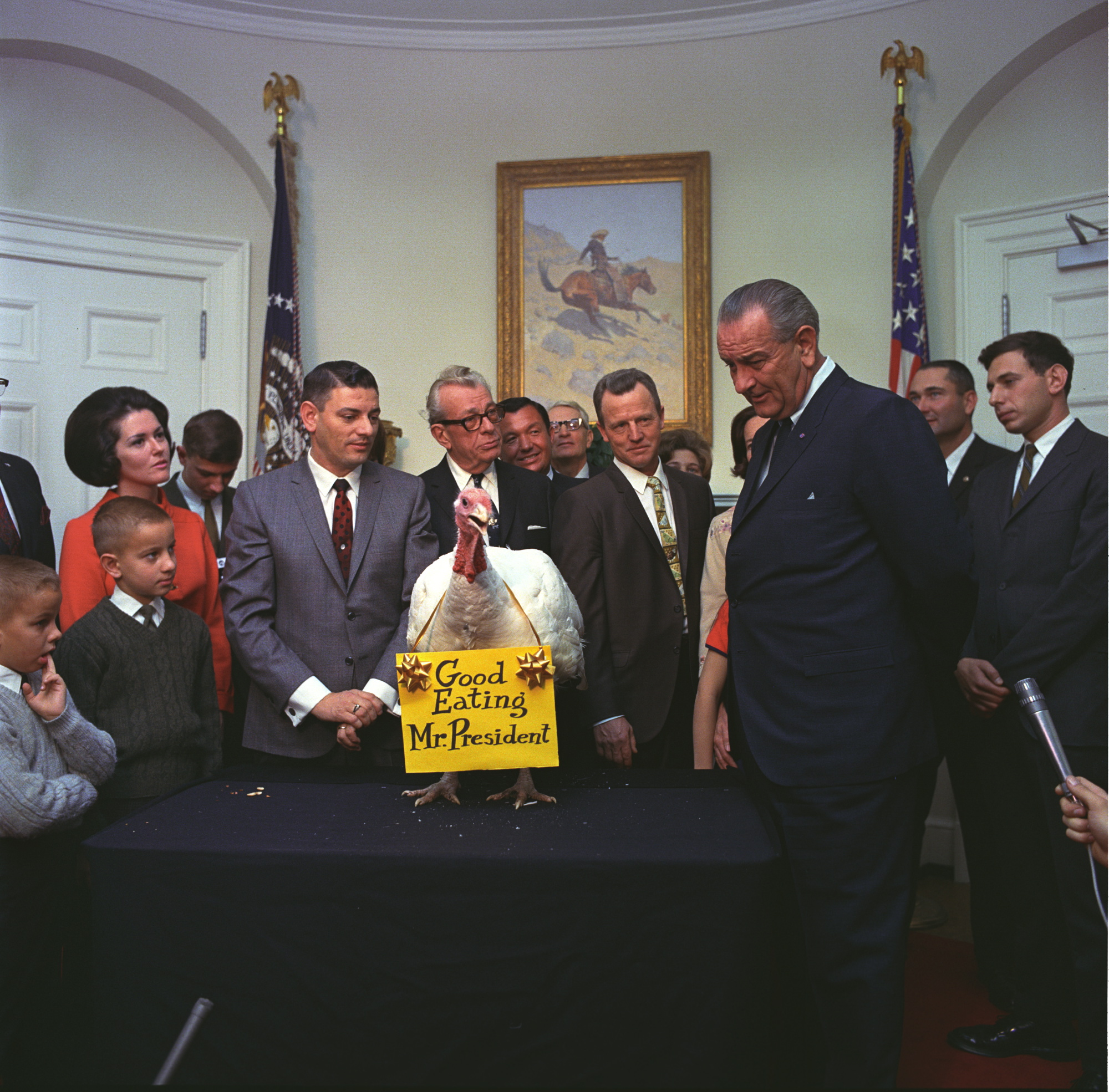
恩赦を受ける前の七面鳥を受け取るリンドン・ジョンソン大統領 1967年
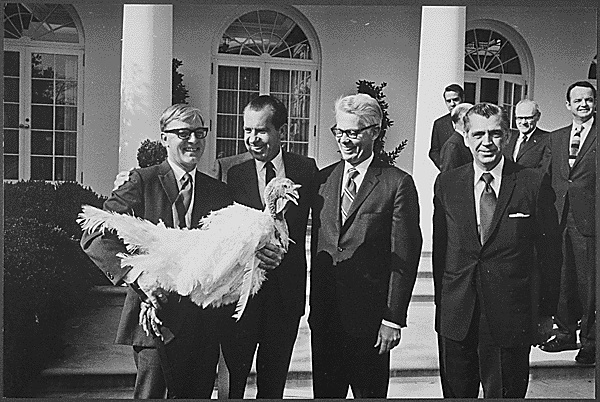
献上された七面鳥に恩赦を与えるリチャード・ニクソン大統領 1971年
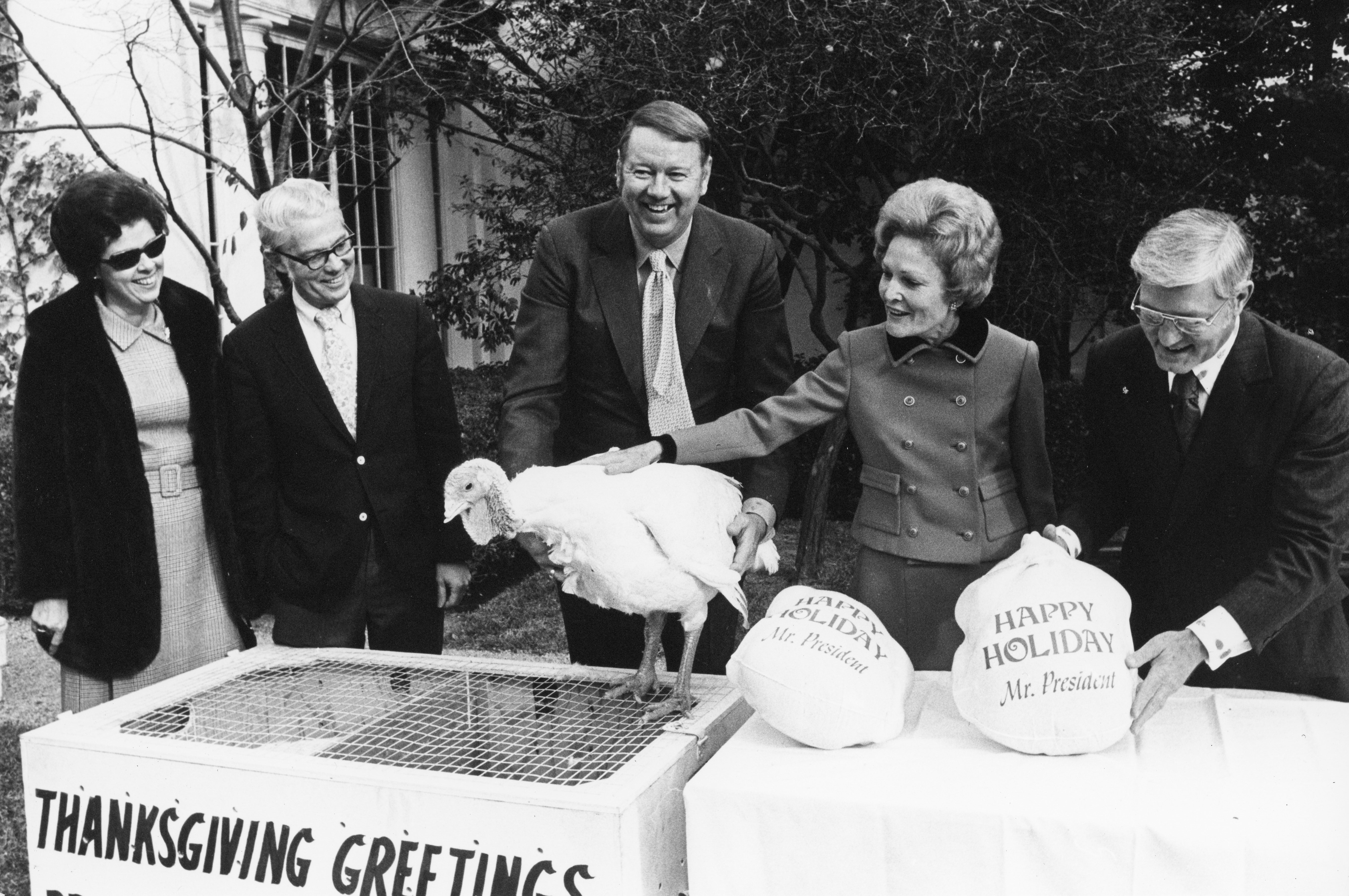
夫の代理で七面鳥を受け取るパット・ニクソンパット・ニクソン大統領夫人 1973年
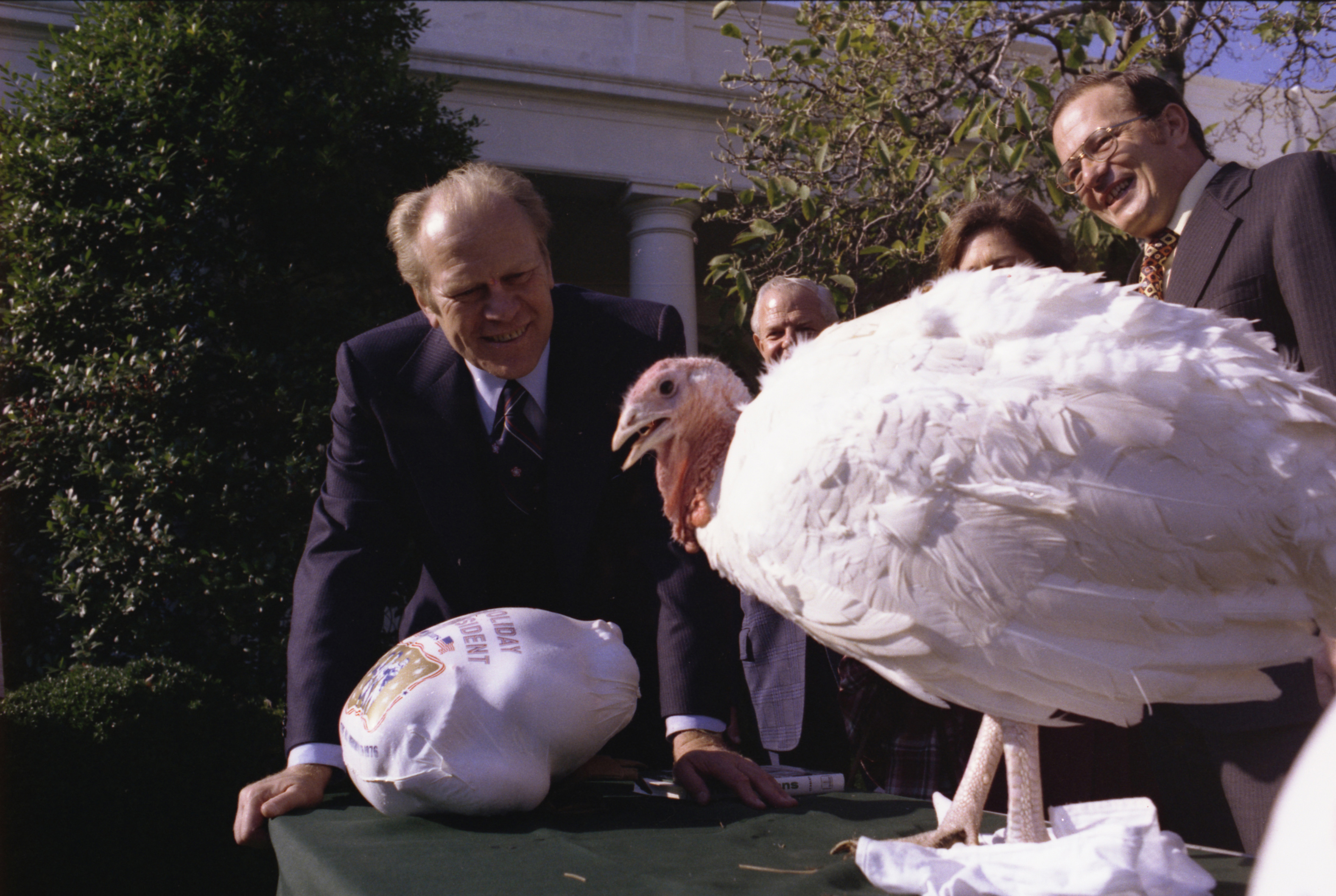
恩赦を受ける前の七面鳥を受け取るジェラルド・フォード大統領 1975年
七面鳥を受け取るロナルド・レーガン大統領 1983年
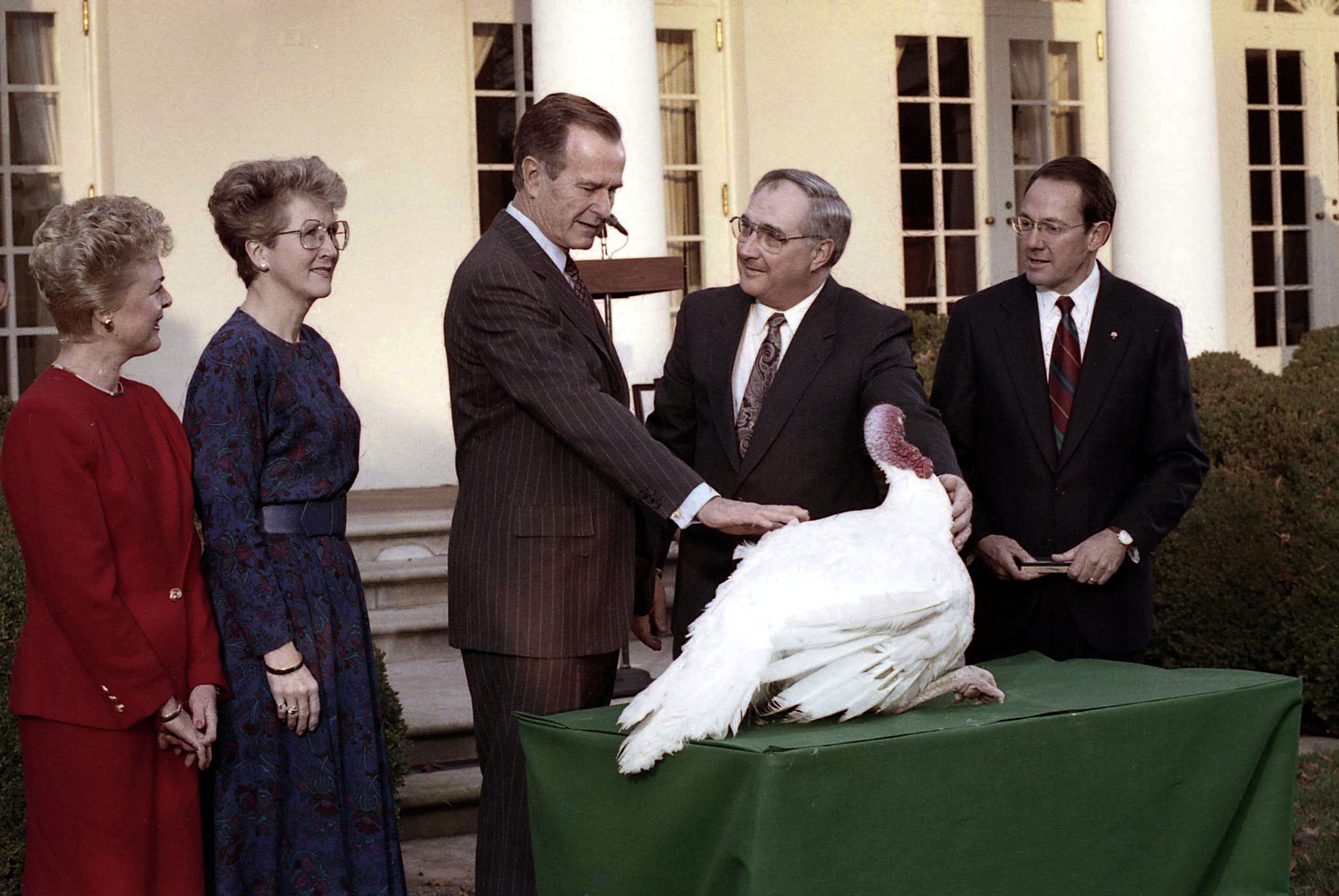
第3回七面鳥恩赦式でのジョージ・H・W・ブッシュ大統領 1991年
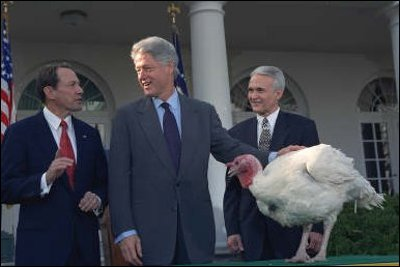
第11回七面鳥恩赦式でのビル・クリントン大統領 1999年
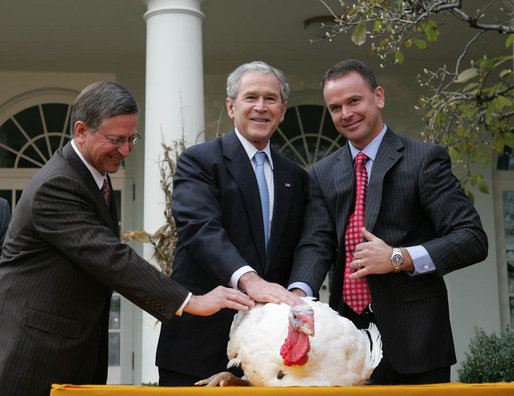
第20回七面鳥恩赦式でのジョージ・W・ブッシュ大統領 2008年
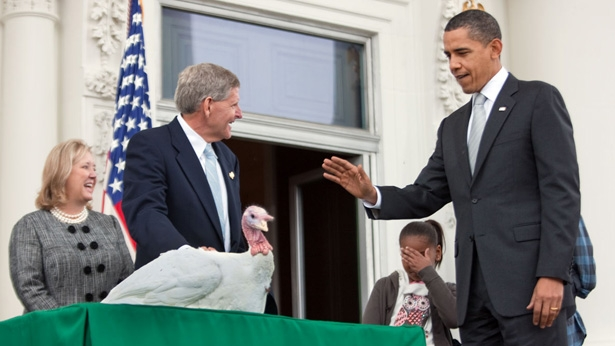
「カレッジ(勇気)」という名前の七面鳥に恩赦を与えるバラク・オバマ大統領 2009年11月25日
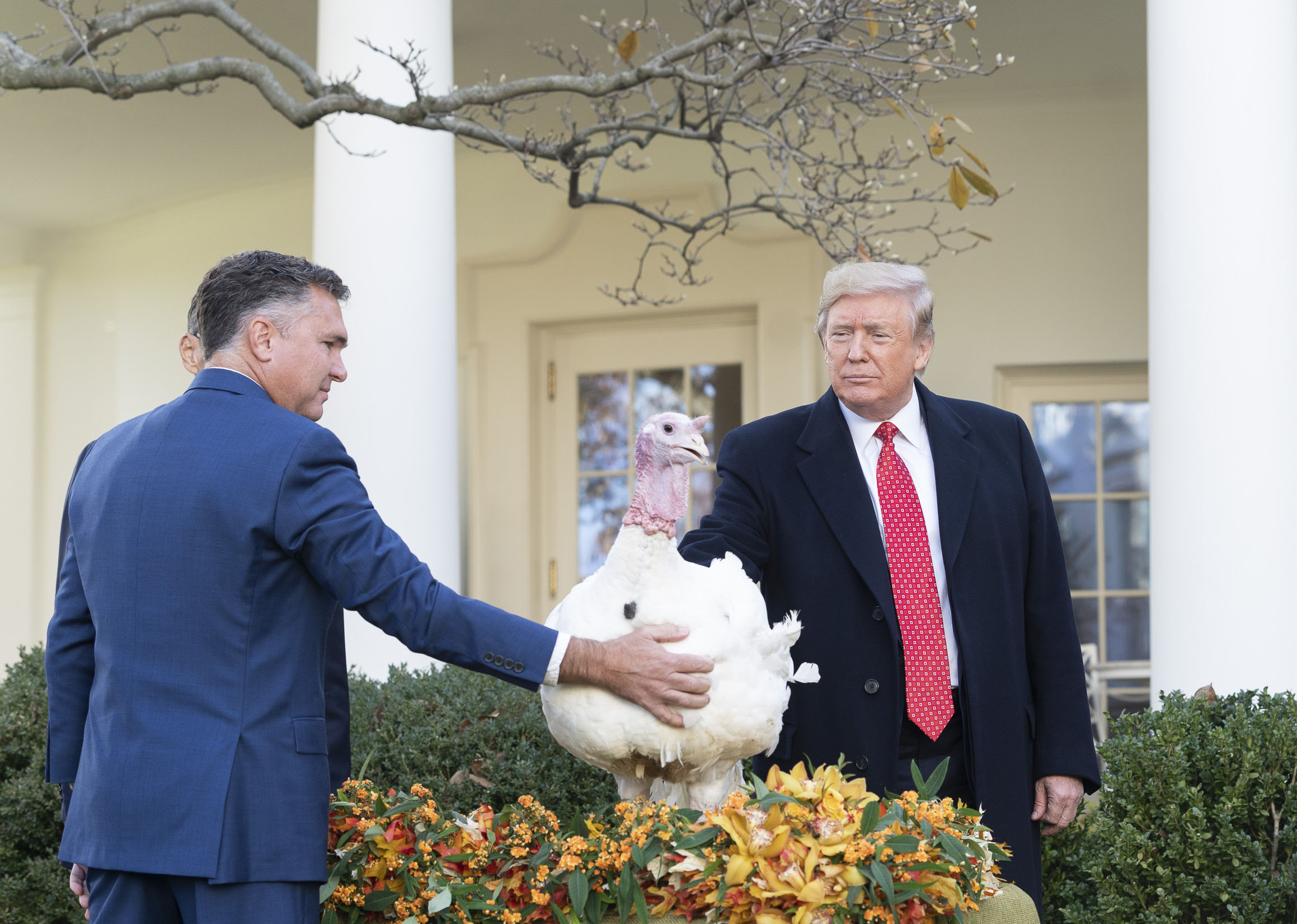
「バター」という名前の七面鳥に恩赦を与えるドナルド・トランプ大統領 2019年11月26日
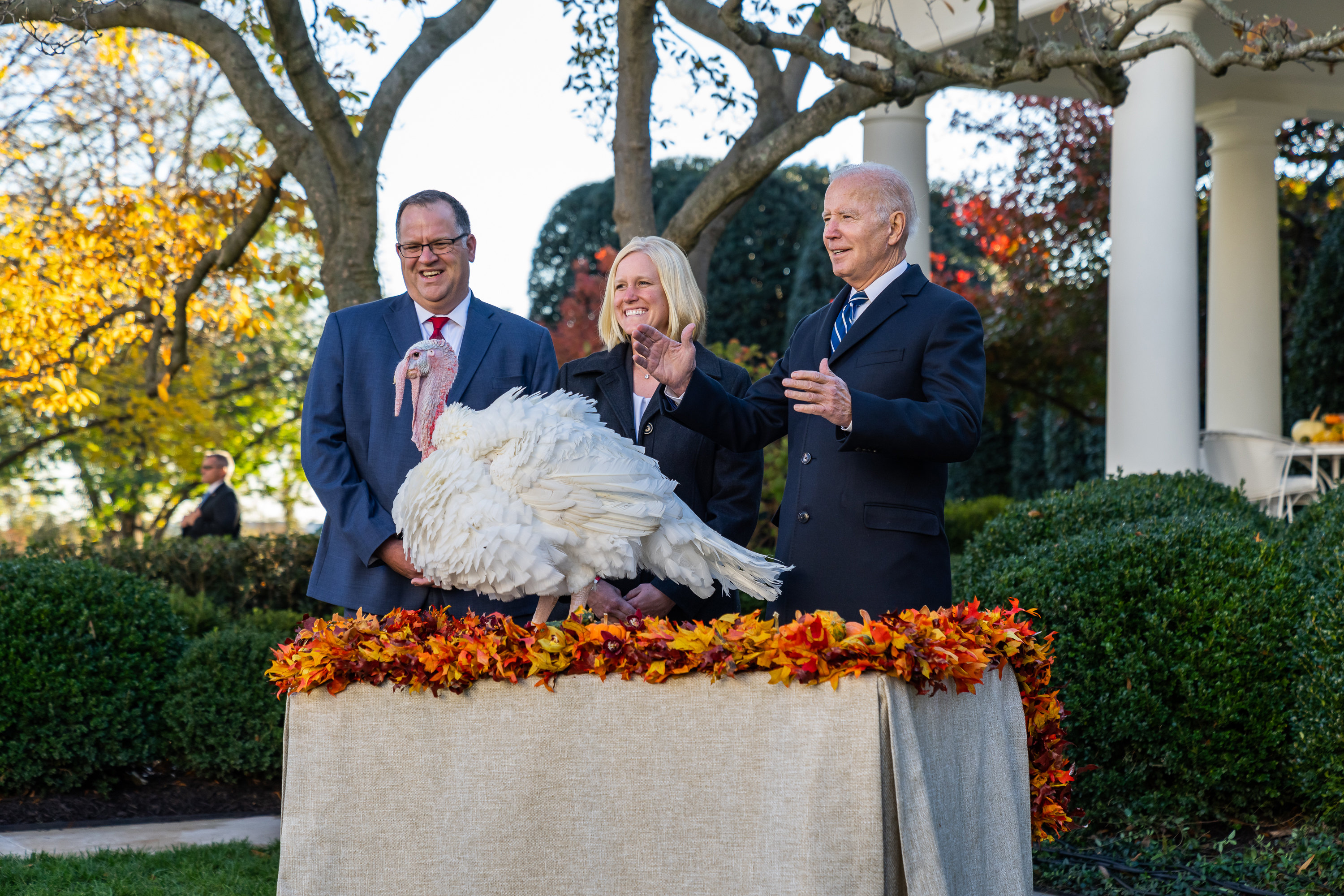
「ピーナッツバター」という名前の七面鳥に恩赦を与えるジョー・バイデン大統領 2021年11月19日